# 坦克坟场
坦克墳場是指專門存放废弃装甲车的区域。戰爭期間或戰後會湧現不少坦克墳場。虽然坦克坟场存放的都是受損、出現故障的裝甲車，但在人們生产新坦克或維修坦克時可以前往坦克墳場尋找零件。